# Ordenação (álgebra relacional)
Em álgebra relacional, a ordenação, simbolizada por {\displaystyle \tau } (tau), é um operador estendido que retorna uma relação ordenada sobre um conjunto de atributos. Este comando tem precedência sobre o operador de agrupamento que faz com que os registros sejam retornados na ordem crescente.
A lista de atributos segue a ordem com a qual será feita a ordenação. Por padrão a ordenação em cada campo é feita de ordem ascendente, mas pode ser modificada usando-se as palavras ASC e DESC após o atributo que será ordenado.
Sintaxe do Operador: t L(R), onde L é o conjunto de atributos e R é uma Relação de entrada.

## Exemplo
T1
| C1 | C2   |
| -- | ---- |
| 1  | aA   |
| 1  | AA   |
| 1  | Aa   |
| 5  | null |
| 2  | BB   |
| 3  | BB   |

Ao aplicar:
t C1 asc, C2 desc (T1)
teremos:
| C1 | C2   |
| -- | ---- |
| 1  | AA   |
| 1  | Aa   |
| 1  | aA   |
| 3  | BB   |
| 2  | BB   |
| 5  | null |

Nota-se que os valores da primeira coluna(C1), estão ordenados de forma ascendente, e os valores da coluna(C2) de forma decrescente.

## Exemplos do Mundo Real
Possuímos a listagem dos funcionários da empresa através da seguinte tabela:
T1
| FUNCIONARIO | NASCIMENTO |
| ----------- | ---------- |
| JOÃO        | 01/12/1969 |
| MARIA       | 23/03/1971 |
| JOSÉ        | 01/12/1980 |
| JOAQUIM     | 03/09/1987 |
| MARGARIDA   | 05/12/1966 |
| SIMONI      | 12/05/1986 |
| ALBERTO     | 01/01/1990 |

A secretária da empresa solicitou então uma listagem dos funcionários ordenando pela sua data de nascimento, para fixar no mural, e acompanhar a cada mês os funcionários que estão de aniversário. Utilizamos então o operador de ordenação:
t NASCIMENTO asc (T1)
teremos:
| FUNCIONARIO | NASCIMENTO |
| ----------- | ---------- |
| MARGARIDA   | 05/12/1966 |
| JOÃO        | 01/12/1969 |
| MARIA       | 23/03/1971 |
| JOSÉ        | 01/12/1980 |
| SIMONI      | 12/05/1986 |
| JOAQUIM     | 03/09/1987 |
| ALBERTO     | 01/01/1990 |

## Utilização no sql
No sql é utilizada a cláusula ORDER BY para efetuar a ordenação dos regitros, no caso da não utilização da palavra os regitros serão apresentados de ordem indefinida. Sendo assim é utilizada a cláusula para exibir os registros em uma ordem especifica. Sempre que usar a cláusula order by a mesma dever colocada por ultimo no sql, conforme o exemplo abaixo:
```
Select
 
nome
,
 
idade
 
from
 
aluno
 
where
 
nome
 
is
 
not
 
null
 
order
 
by
 
nome
;

```

No qual as palavras:
ORDER BYdefine a ordem como as colunas recuperadas serão exibidas.

ASCordena os registros em ordem crescente "ordem default".

DESCordena os registros em ordem decrescente.